# Baie des Cochons
La baie des Cochons (en espagnol : Bahía de Cochinos) fait partie de la côte méridionale de l’île de Cuba, dans la mer des Caraïbes. Elle est bordée par une zone marécageuse de la province de Matanzas, à l’ouest de la ville de Cienfuegos.

## Étymologie
En réalité, le terme ne se réfère pas à des cochons, mais à une espèce de poissons appelés en espagnol cubain cochinos (Sufflamen verres).

## Géographie

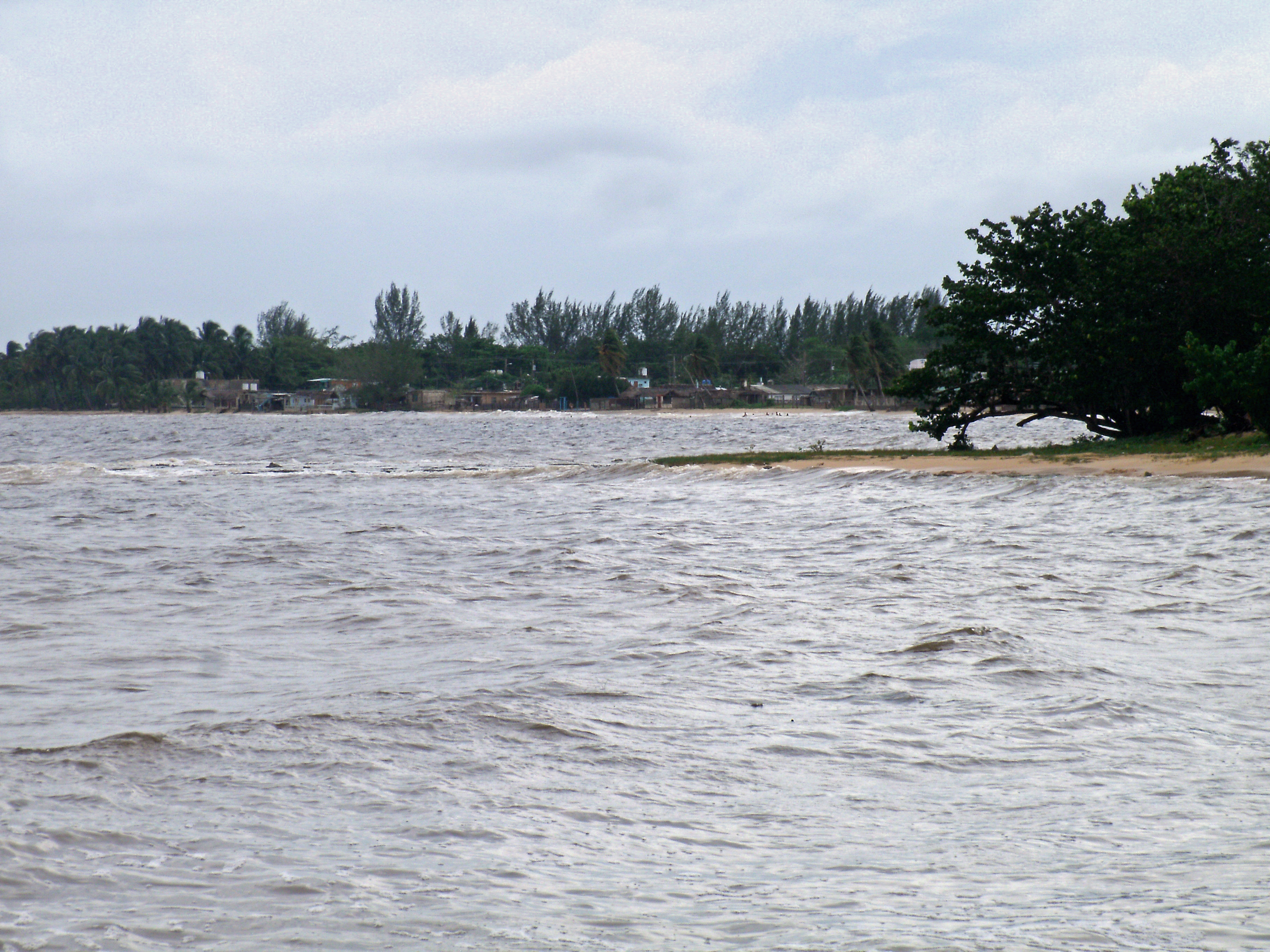
La baie des Cochons près de Playa Larga.

Large d'environ 10 km pour 20 km de longueur, la baie des Cochons se trouve à environ 30 km au sud de Jagüey Grande, 70 km à l'ouest de Cienfuegos et à 150 km au sud-est de la capitale de Cuba, La Havane.
Un récif corallien s'étend à l'ouest de la baie et borde le marais de Zapata de la péninsule éponyme. Du côté oriental de la baie, des plages bordent des territoires de mangroves et des marécages, en direction du nord et de l'est. À la pointe nord de la baie se trouve le village de Buana Ventura, qui est adjacent à la Playa Larga (« longue plage » en français). À 35 km plus au sud, se trouve la Playa Girón, littéralement la « plage de Giron », ainsi nommée d'après le célèbre pirate français Gilberto Giron (XVIIe siècle).

## Histoire
Entrée en 1910 dans la province de Santa Clara (également appelée « province de Las Villas » après 1940), avant d'être rattachée à la province de Matanzas en 1976, la baie des Cochons est devenue célèbre à la suite du débarquement de la baie des Cochons le 17 avril 1961, pendant lequel des opposants à la révolution cubaine débarquèrent avec l’aide matérielle de la CIA pour tenter de renverser le régime castriste, opération qui tourna au fiasco.
En 2015, la baie des Cochons est un pôle touristique en plein essor misant sur l'investissement étranger pour se développer. Située dans la région de la Cienaga (ou marais) de Zapata et constituant la plus grande zone humide des Caraïbes, elle bénéficie du statut déclaré réserve de biosphère par l'Unesco.